# پروتک
پروتک (روسی: Протек) شرکت داروسازی روس است، که در سال ۱۹۹۰ تأسیس شد.